# (29119) 1981 EW45
1981 إي دابليو 45 (ويعرف أيضًا باسم (29119) 1981 إي دابليو 45 وفق تسمية الكوكب الصغير) (بالإنجليزية: 1981 EW45)‏ هو كويكب ضمن حزام الكويكبات؛ وترتيبه 29119 من حيث الاكتشاف.
اكتُشف هذا الجُرم الفلكي بواسطة شيلت جون بوبي في 1 مارس 1981.

## وصلات خارجية
- (29119) 1981 EW45 في قاعدة بيانات مختبر الدفع النفاث لأجرام النظام الشمسي الصغيرة

- الاكتشاف · مخطط المدار ·  العناصر المدارية · المعلمات المادية

- (29119) 1981 EW45 على موقع ويكي سكاي: DSS2, SDSS, GALEX, IRAS, Hydrogen α, X-Ray, Astrophoto, Sky Map, Articles and images